# NBG-vertaling 1951
De NBG-vertaling 1951 (NBG 1951, NBG-'51, Nbg '51, NBG51) is een Nederlandse Bijbelvertaling uit 1951, geproduceerd in opdracht van het Nederlands Bijbelgenootschap (NBG). De vertaling, vernoemd naar haar opdrachtgever, was bedoeld als vervanging van de zogenoemde Statenvertaling uit 1637. De NBG 1951 noemde men tot de komst van de Nieuwe Bijbelvertaling uit 2004 ook wel de Nieuwe Vertaling van de Bijbel. De volledige titel luidt: Bijbel. Nieuwe Vertaling op last van het Nederlandsch Bijbelgenootschap bewerkt door de daartoe benoemde commissies. De druk berustte bij A. (Auke) Jongbloed c.v. te Leeuwarden.

## Redenen voor een nieuwe vertaling
Aanleidingen tot deze nieuwe vertaling waren:
- het Nederlands van de tot dan gebruikte Statenvertaling werd als verouderd ervaren en door veel gelovigen niet goed begrepen
- er was meer kennis gekomen van het Hebreeuws en de archeologie van het oude Israël
- er waren nieuwere, meer en andere handschriften beschikbaar dan in de tijd van de totstandkoming van de Statenbijbel. De Statenbijbel was wat het Nieuwe Testament betreft gebaseerd op de zogenoemde 'Textus Receptus', voor het Oude Testament op de Masoretische tekst. De NBG51 berust op de Masoretische tekst van de Codex Leningradensis. Voor het Nieuwe Testament werd vooral een beroep gedaan op de Alexandrijnse tekst, bijvoorbeeld de Codex Sinaïticus, en op de Codex Vaticanus
- op sommige plaatsen werd de vertaling in de Statenbijbel als onjuist gezien.

## Methode en vertalers
In de loop der jaren brachten 11 theologen en predikanten de vertalingen van het Oude en het Nieuwe Testament tot stand. Merendeels waren zij hoogleraren aan de Vrije Universiteit te Amsterdam, de Gemeentelijke Universiteit van Amsterdam (de Universiteit van Amsterdam (UvA)), aan de Rijksuniversiteiten te Leiden, Utrecht en Groningen, en aan de Theologische School van de Christelijk Gereformeerde Kerk te Apeldoorn (per 1989 Theologische Universiteit Apeldoorn (TUA) ). Zij vertegenwoordigden verschillende protestantse kerken: de Nederlandse Hervormde Kerk, de Gereformeerde Kerken in Nederland, de Christelijke Gereformeerde Kerken, de Hersteld Evangelisch-Lutherse Kerk (een afsplitsing van de ELK), de Remonstrantse Broederschap en de Algemene Doopsgezinde Sociëteit.
Elk boek werd door twee vertalers vertaald, die daarna hun vertalingen tot een geheel maakten, waarna deze proefversie werd bewerkt door de vaste commissie die de vertaling corrigeerde en in overeenstemming bracht met andere gereed gekomen gedeelten. Daarna werd de vertaling aan de plenaire commissie voorgelegd en daar vers voor vers besproken. Daarna werd een tweede proefdruk voorgelegd aan een leescommissie, waarbij ook letterkundigen betrokken waren.

## Geschiedenis
De publicatie van de NBG-vertaling 1951 is vertraagd door de Tweede Wereldoorlog; de vertaling is grotendeels van eerder dan 1951:
- 1911: Voorstel voor een nieuwe vertaling afgewezen. Een particuliere Commissie van Vertaling begint op initiatief van de Zutphense predikant Pieter Veen met de vertaling van het Nieuwe Testament. De oorspronkelijke leden van deze commissie zijn A. (Adrianus) van Veldhuizen, C.H. (Cornelis Hendrikus) van Rhijn (1849-1913), F.W. (Frederik Willem) Grosheide, F.P.L.C. (Frederik Philip Louis Constant) van Lingen, J.W. (Johannes Wilhelm) Pont en J. de Zwaan.
- 1926: Algemene vergadering van het Nederlands Bijbelgenootschap besluit tot een nieuwe vertaling.
- 1927: Commissie voor het Nieuwe Testament gaat aan het werk. Zij neemt de resultaten van het werk van de Commissie van Vertaling mee. In de NBG-commissie hebben A. van Veldhuizen, F.W. Grosheide en J. de Zwaan uit de oude commissie zitting.
- 1933: Commissie voor het Oude Testament wordt ingesteld, nadat zij al vanaf 1931 informeel aan het werk is.
- 1939: Het Nieuwe Testament in de nieuwe vertaling verschijnt. De eerste druk van 30.000 exemplaren is binnen enkele dagen uitverkocht.
- Tussen 1940 en 1951 is de vertaling van het Nieuwe Testament herzien; er is tegemoetgekomen aan kritiek van hervormden huize, de nieuwe Griekse tekst (de Novum Testamentum Graece) is vanuit uit de Nestle-Aland 17e druk in gebruik genomen, de nieuwe spelling is doorgevoerd.[3]
- 1951: Volledige (protestantse) Bijbel verschijnt; er worden in korte tijd 75.000 exemplaren verkocht.[4][5]

De presentatie vond op 16 januari 1952 plaats in de doopsgezinde kerk in Amsterdam. De voorzitter van het Nederlands Bijbelgenootschap, professor Grosheide, overhandigde een exemplaar aan twintig vertegenwoordigers van protestantse kerken en aan die van de Oudkatholieke Kerk. Koningin Juliana verbleef op dat moment in Oostenrijk en kreeg daarom pas later een bijbel aangeboden.

## Kritiek en acceptatie
Het taalgebruik in de NBG-vertaling 1951 werd van het begin af aan erg ouderwets gevonden. Het gaat hier om archaïsmen als "HERE" voor "Heer", "gij" in plaats van "jij" of "u" en "zeide" voor "zei", taalelementen die typerend zijn voor het taalgebruik van de Statenbijbel. Ook versteende Bijbelse uitdrukkingen met naamvallen, zoals "In den beginne" of "tot in der eeuwigheid", werden overgenomen. De reden waarom men toch veel ouderwetse woorden en termen gebruikte was dat men wilde tegemoetkomen aan de orthodoxe vleugel van het Nederlandse protestantisme, opdat ook zij deze Bijbel zouden gaan gebruiken. Achteraf bleek dit slechts ten dele zo te zijn. Het verzet tegen de Nieuwe Vertaling in de 'gereformeerde gezindte' leidde tot de oprichting van de Gereformeerde Bijbelstichting in 1969.
Naast kritiek op het archaïsche taalgebruik kwam er kritiek op de gehanteerde vertaalmethode. In 1952 en 1953 publiceerde Frans Breukelman een reeks van twintig artikelen in het hervormde tijdschrift In de Waagschaal, waarin hij vooral benadrukt dat het de lezer onmogelijk wordt gemaakt om intertekstuele verbanden te leggen, doordat er niet concordant vertaald is. In een van de artikelen schrijft hij:
Waarom toch heeft de NV de bijbelse grondwoorden in geheel overeenkomstige teksten volkomen toevallig nu eens zo en dan weer anders weergegeven? Kan een dergelijke vertaling dienst doen als kanselbijbel, als canon, als regel en richtsnoer voor de prediking van de Kerk?
Hij betwijfelt of het hoe dan ook mogelijk zou zijn om een concordantie te maken op de NBG 1951. Die concordantie zou er wel degelijk komen, maar werd pas na dertig jaar werk in 1983 gepubliceerd.
De NBG 1951 was lange tijd de meest gebruikte vertaling in de erediensten van de protestantse kerken. Slechts binnen de strengste tak van de orthodox-gereformeerden (de bevindelijk gereformeerden) werd de NBG 1951 niet gebruikt.
Begin 21ste eeuw had de NBG echter ook buiten de bevindelijk gereformeerden aan populariteit ingeboet. Met name binnen de charismatische kerken (waaronder de evangelische en pinkstergemeenten) werd steeds vaker gebruikgemaakt van vertalingen die zich bedienen van meer hedendaags Nederlands, zoals Het Boek, de Groot Nieuws Bijbel en soms ook de Rooms-Katholieke Willibrordvertaling. 
De NBG-vertaling 1951 werd in 2004 opgevolgd door de Nieuwe Bijbelvertaling, de NBV. Deze is in 2021 opgevolgd door de NBV21. Bijbelvertalingen in het Nederlands biedt een compleet overzicht.

## Wijzigingen
De tekst van NBG 1951 is in de loop der tijd minstens twee keer gewijzigd:
- Jaren 60: 
  - Naamvals-n vervallen ("den" veranderd in "de" enz., zoals in "schiep God de(n) hemel", maar "in den beginne" bleef onveranderd)
  - "die" veranderd in "welke" (o.a. in Johannes 17:11-12)
  - "ph" veranderd in "f"
- Later
  - "c" veranderd in "k", ook waar dat tot uitspraakverschillen kan leiden (Céfas wordt Kefas)
  - "th" veranderd in "t" (behalve in Ruth)
  - Krith veranderd in Kerit